# Charles Duke
Charles Moss Duke Jr. (Charlotte, 3 de outubro de 1935) é um ex-astronauta e um dos doze homens que já pisaram na Lua.

## Carreira
Duke formou-se na Academia Naval em 1957 e passou a servir na Força Aérea dos EUA como piloto e instrutor de caças F-86 Sabre, F-101 e F-104  até 1966, quando passou a fazer parte do quadro de astronautas da NASA.
Em 1969, Duke foi o CAPCOM (o profissional da NASA que se comunica em tempo real com os astronautas no espaço) da missão Apollo 11, e suas primeiras palavras a Neil Armstrong e Buzz Aldrin assim que eles avisaram que pousaram na Lua ("Houston, aqui Base da Tranquilidade. A Águia pousou.") ficaram famosas no mundo inteiro, através da transmissão de TV: "Entendido, Base da Tranquilidade, recebemos sua mensagem do solo. Vocês fizeram um monte de caras ficarem azuis por aqui. Já podemos respirar de novo. Muito obrigado".
Escalado como tripulante reserva da missão Apollo 13 em 1970, Duke contraiu caxumba do filho de um amigo numa festa de aniversário e causou entre os médicos da NASA a suspeita – não confirmada depois – de que ele teria contaminado o astronauta com quem treinava e de quem era o substituto imediato, Ken Mattingly. Com isso os dois foram retirados da missão, fazendo com que outro astronauta, John Swigert, fosse escalado e acabasse participando da quase trágica viagem da Apollo 13.
Em 1972, tornou-se o décimo homem a pisar na Lua como piloto do Módulo Lunar Orion, na missão Apollo 16, junto com John Young, na quinta missão tripulada do Programa Apollo ao satélite, que pousou na montanhosa região lunar de Descartes. O Orion passou 71 horas pousado na Lua e Duke e Young ficaram 20 horas sobre a superfície, num total de três AEVs, coletando quase 100 kg de rochas e realizando diversas experiências científicas, na área mais geograficamente acidentada da Lua.
Duke aposentou-se da NASA e da Força Aérea em fins dos anos 70 para entrar no mundo dos negócios da iniciativa privada, sendo hoje o dono de uma empresa de investimentos financeiros.

## Galeria

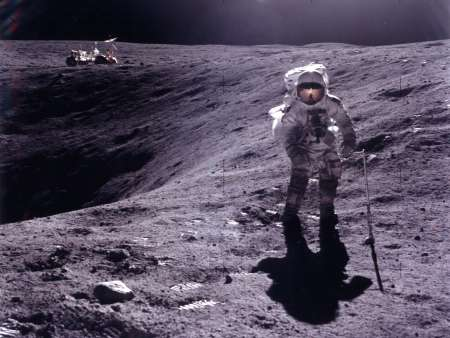
Charlie Duke
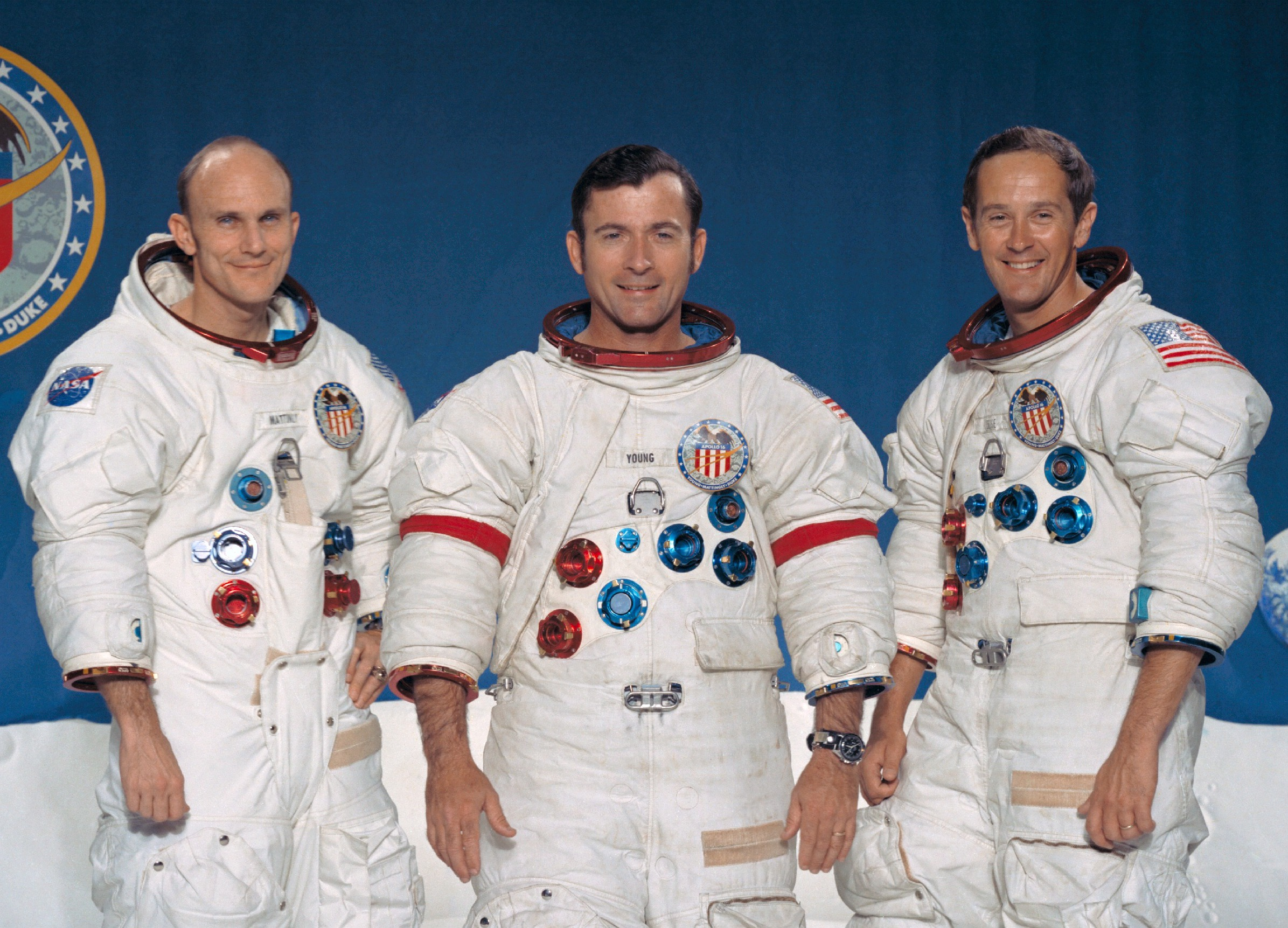
Apollo 16.
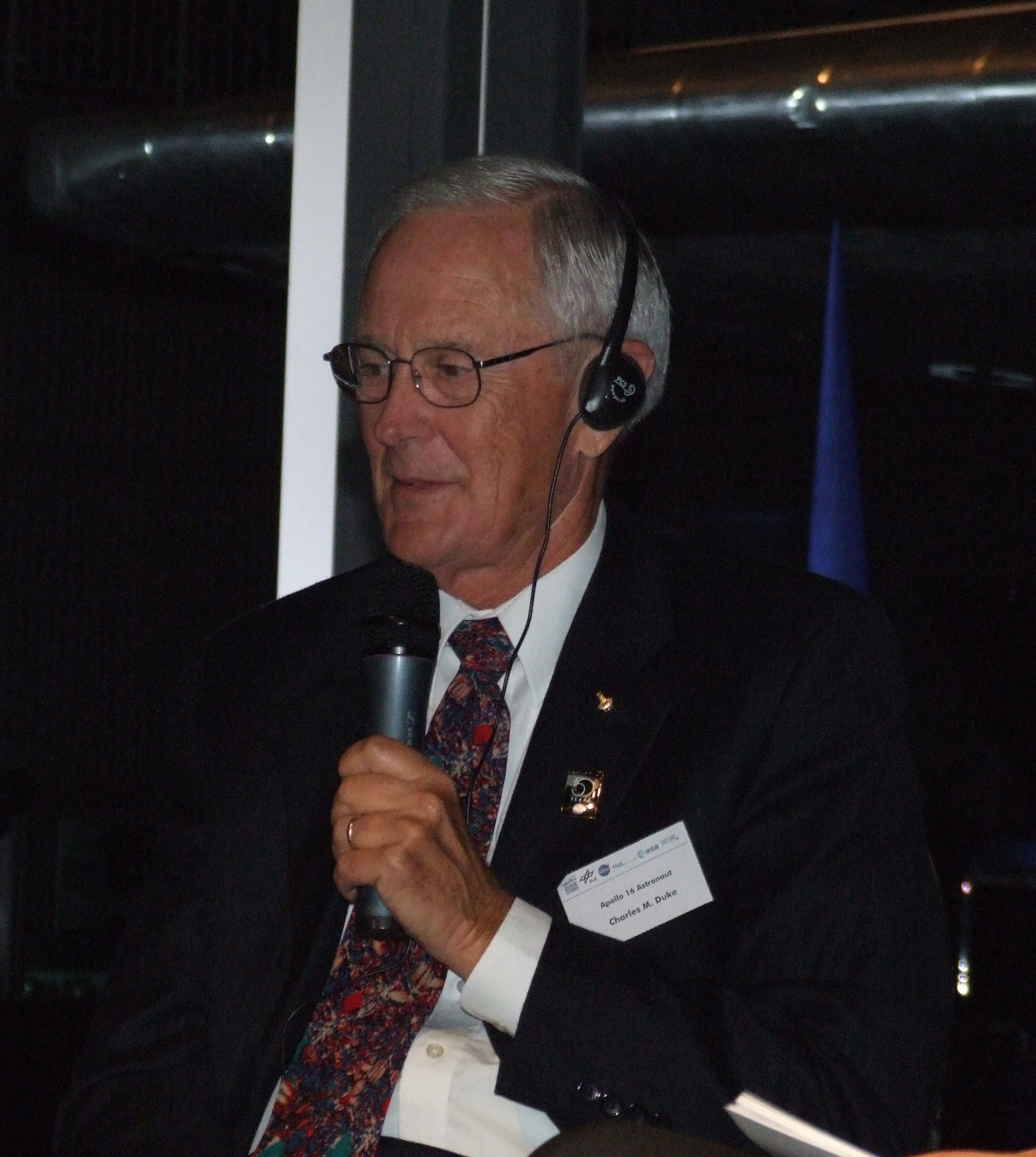
Charlie Duke, 2 de outubro de 2008, Museu da Tecnologia de Speyer